# Émile Rivez
Émile Rivez (* 11. August 1894 in Brüssel; † nach 1920) war ein belgischer Langstreckenläufer.
Bei den Olympischen Spielen 1920 in Antwerpen kam er im Crosslauf auf den 42. Platz.